# Sebastiano Nela
Sebastiano „Sebino“ Nela (* 13. März 1961 in Rapallo) ist ein ehemaliger italienischer Fußballspieler.
Für die italienische Fußballnationalmannschaft bestritt der Abwehrspieler, der auf beiden Flügeln eingesetzt werden konnte, fünf Partien. Im Verein spielte er für den CFC Genua, den AS Rom und den SSC Neapel.

## Karriere

### Im Verein
Sebastiano Nela begann seine Laufbahn beim CFC Genua, für den er 1978/79 in der Serie B sein Profidebüt gab. Bereits 1979/80 war er Stammspieler bei den Grifoni und in der folgenden Spielzeit stieg er mit der von Gigi Simoni trainierten Mannschaft in die Serie A auf.
Zur Saison 1981/82 wechselte Nela zum AS Rom, für den er am 13. September 1981 beim 0:0 gegen die US Avellino 20-jährig sein Debüt in Italiens höchster Spielklasse feierte. Der Abwehrspieler war auch beim Hauptstadtklub auf Anhieb Stammkraft und gewann in der Saison 1982/83 unter Nils Liedholm den einzigen italienischen Meistertitel seiner Laufbahn. In der folgenden Spielzeit gewann er mit der Roma gegen Hellas Verona die Coppa Italia. Im Europapokal der Landesmeister unterlag er mit dem Hauptstadt-Klub im Finale dem FC Liverpool mit 2:4 nach Elfmeterschießen im heimischen Stadio Olimpico. 1985/86 gewann Nela mit der AS Roma erneut die Coppa Italia. Am 10. Mai 1987 zog er sich beim Serie-A-Spiel gegen Sampdoria Genua einen Kreuzbandriss am rechten Knie zu, der ihn für fast ein Jahr außer Gefecht setzte.
Nach seinem dritten Coppa-Italia-Sieg 1990/91 verließ Sebastiano Nela 1992 die Roma und ging zum SSC Neapel, bei dem er 1994 seine Profilaufbahn beendete.
Insgesamt bestritt Nela 315 Serie-A-Spiele und erzielte dabei 16 Tore.

### In der Nationalmannschaft
Nela absolvierte von 1981 bis 1982 unter dem damaligen Nationaltrainer Azeglio Vicini insgesamt fünf Länderspiele in der italienischen U-21-Auswahl. Dabei debütierte er am 23. September 1981 in der Auswärtspartie gegen Bulgarien für die Azzurrini. Von seinen fünf Einsätzen in der U-21 gewann er nur eine Partie, in den Spielen fielen insgesamt nur drei Tore.
Bei den Olympischen Sommerspielen 1984 in Los Angeles, bei denen Nela mit Italien am Fußballturnier teilnahm, absolvierte er drei Spiele und belegte mit seiner Mannschaft den vierten Platz.
Für die A-Nationalmannschaft Italiens absolvierte der Defensivspieler am 22. Mai 1984 sein erstes Länderspiel, das mit 0:1 gegen Deutschland verloren wurde. In den drei folgenden Partien gegen Österreich, Griechenland und Malta konnte jeweils ein Sieg der Squadra Azzurra errungen werden. Der Höhepunkt seiner Nationalmannschaftskarriere war die Berufung in das italienische Aufgebot zur Fußball-Weltmeisterschaft 1986. Im Turnier kam er für den Titelverteidiger nicht zum Einsatz. Seinen letzten Einsatz bestritt Nela am 18. April 1987 wiederum gegen Deutschland, die Partie endete torlos.

### Nach der aktiven Karriere
Seit seinem Karriereende arbeitet Sebastiano Nela als TV-Kommentator. Von 2018 bis 2020 arbeitete er als Manager für das Frauenteam der "Roma".

## Erfolge
- Italienischer Meister: 1982/83 (mit AS Rom)
- Italienischer Pokalsieger: 1983/84, 1985/86 und 1990/91 (alle mit AS Rom)

## Trivia
- Im Jahr 1987, nach seiner Verletzung, widmete der Sänger Antonello Venditti auf der CD In questo mondo di ladri Sebastiano Nela das Lied Correndo correndo.[3]